# Botola 1 2010-2011
La stagione 2010-2011 del Campionato marocchino di calcio è la 54ª edizione del campionato marocchino di calcio. In questa stagione hanno giocato in 16 squadre per 30 giornate su un totale di 240 partite. È iniziata nel 20 agosto 2009 ed è finita il 28 maggio 2010.Le squadre che son salite in questa stagione alla Botola 1 2010-2011 sono: Chabab Rif al Hoceima e Jeunesse sportive de Kasbat Tadla.

## Squadre partecipanti
| Club                             | Città        | Stadio                           | Stagione           | Risultato |
| -------------------------------- | ------------ | -------------------------------- | ------------------ | --------- |
| Raja Casablanca                  | Casablanca   | Stade Mohamed V                  | Botola 1 2009-2010 | 1°        |
| Difaâ d'El Jadida                | El Jadida    | Stadio El Abdi                   | Botola 1 2009-2010 | 2°        |
| Far Rabat                        | Rabat        | Stade de prince moulay abdellah  | Botola 1 2009-2010 | 3°        |
| Wydad Casablanca                 | Casablanca   | Stade Mohamed V                  | Botola 1 2009-2010 | 4°        |
| Olympique de Khouribga           | Khouribga    | Stadio di Phosphate              | Botola 1 2009-2010 | 5°        |
| Moghreb Athletic Tétouan         | Tétouan      | Stadio Saniat Rmel               | Botola 1 2009-2010 | 6°        |
| Maghreb de Fes                   | Fès          | Stadio di Fès                    | Botola 1 2009-2010 | 7°        |
| Jeunesse Sportiv de Kasbat Tadla | Kasbat Tadla | Stadio di Phosphate              | Botola 2 2009-2010 | 8°        |
| Hassania Agadir                  | Agadir       | Stadio di agadir                 | Botola 1 2009-2010 | 9°        |
| Kawkab de Marrakech              | Marrakech    | Stade de Marrakech               | Botola 1 2009-2010 | 10°       |
| Olympique Club de Safi           | Safi         | Stadio El Massira                | Botola 1 2009-2010 | 11°       |
| Jeunesse Sportive El Massira     | Laayoune     | Stadio di Sheikh Mohamed Laghdaf | Botola 1 2009-2010 | 12°       |
| Chabab Rif al Hoceima            | Al Hoceima   | Stadio Mimoun Al Arsi            | Botola 2 2009-2010 | 13°       |
| Kénitra Athlétic Club            | Kenitra      | Stadio municipale di Kénitra     | Botola 1 2009-2010 | 14°       |
| Fath Union Sport de Rabat        | Rabat        | Stade de prince moulay abdellah  | Botola 1 2009-2010 | 15°       |
| Wydad Fes                        | Fès          | Stadio di Fès                    | Botola 1 2009-2010 | 16°       |

## Classifica
|     | Classifica 2011-2012         | Pti | G  | V  | N  | P  | GF | GS | DR  |
| --- | ---------------------------- | --- | -- | -- | -- | -- | -- | -- | --- |
| 1.  | Raja Casablanca              | 60  | 30 | 18 | 6  | 6  | 45 | 23 | +22 |
| 2.  | Maghreb de Fes               | 53  | 30 | 14 | 11 | 5  | 34 | 23 | +11 |
| 3.  | Wydad Casablanca             | 51  | 30 | 13 | 12 | 5  | 31 | 18 | +13 |
| 4.  | Olympique de Khouribga       | 50  | 30 | 14 | 8  | 8  | 31 | 20 | +11 |
| 5.  | Olympique Club de Safi       | 49  | 30 | 12 | 13 | 5  | 31 | 25 | +6  |
| 6.  | Far                          | 40  | 30 | 10 | 10 | 10 | 28 | 27 | +1  |
| 7.  | Fus Rabat                    | 38  | 30 | 8  | 14 | 8  | 22 | 21 | +1  |
| 8.  | Moghreb Athletic Tétouan     | 36  | 30 | 8  | 12 | 10 | 26 | 28 | -2  |
| 9.  | Hassania d'Agadir            | 36  | 30 | 8  | 12 | 10 | 22 | 24 | -2  |
| 10. | Difaâ d'El Jadida            | 35  | 30 | 7  | 14 | 9  | 25 | 25 | 0   |
| 11. | Jeunesse Sportive El Massira | 34  | 30 | 8  | 10 | 12 | 24 | 35 | -11 |
| 12. | Chabab Rif al Hoceima        | 33  | 30 | 6  | 15 | 9  | 21 | 24 | -3  |
| 13. | Kac Kenitra                  | 32  | 30 | 6  | 14 | 10 | 16 | 24 | -8  |
| 14. | Wydad Fes                    | 31  | 30 | 6  | 13 | 11 | 21 | 30 | -9  |
| 15. | Kacm Marrakech               | 28  | 30 | 4  | 16 | 10 | 19 | 25 | -6  |
| 16. | Jskt Tadla                   | 20  | 30 | 4  | 8  | 18 | 17 | 41 | -24 |

| 2 CAF Champions League           |
| 1 Coppa della Confederazione CAF |
| 2 BOTOLA 2                       |